# آبشار مگوا
آبشار مگوا (به لاتین: Magwa Falls) یک آبشار در آفریقای جنوبی است که در کیپ شرقی واقع شده‌است.